# Taurus Awards 2007
Die Taurus Awards 2007 waren die sechste Verleihung des Taurus Award, eine US-amerikanische Auszeichnung für Filmstunts, welche am 25. Mai 2007 erneut wie seit 2003 auf einem Backlot der Paramount Pictures stattfanden. Die Verleihung wurde von AMC übertragen. Im Vorjahr wurde erstmals seit Beginn der Veranstaltung im Jahr 2001 die Verleihung ausgesetzt.

## Verleihung
Mit dem Taurus Lifetime Achievement Award for an Action Movie Star wurde Burt Reynolds ausgezeichnet, während Jeannie Epper mit dem Taurus Lifetime Achievement Award geehrt wurde und Gerard Butler den Action Movie Star of the Year erhielt.
Auf der Bühne wurden Live-Stunts sowie Parkourläufe durchgeführt. Es waren mehr als 1700 Zuschauer anwesend. Joe Cocker trat mit dem Titel Feeling Alright auf. Dwayne Johnson führte wie bei der Verleihung zuvor als Moderator durch die Show.

## Gewinner und Nominierte
Der Taurus Award wird jährlich in wechselnden Kategorien vergeben. Im Jahr 2007 erfolgt die Verleihung in folgenden Kategorien.
Zeitleiste der Kategorien des Taurus Award
Die Auszeichnungen wurden wie in den beiden Jahren zuvor in neun Kategorien verliehen, in denen insgesamt 29 verschiedene Filme nominiert wurden. Dabei wurden die Filme James Bond 007 – Casino Royale sowie Pirates of the Caribbean – Fluch der Karibik 2 mit jeweils vier Nominierungen am häufigsten nominiert. Mit zwei Auszeichnungen erhielt James Bond 007 – Casino Royale die meisten Taurus Awards. Wie in den drei Jahren zuvor wurde eine deutsche Actionserie als beste ausländische Produktion ausgezeichnet.
Folgende Filme des Vorjahres wurden 2007 nominiert sowie mit dem Taurus Award ausgezeichnet.
| Kategorie (Englische Originalbezeichnung)                                 | Nominierte Filme (Gewinner fett markiert)      |
| ------------------------------------------------------------------------- | ---------------------------------------------- |
| Beste Kampfszene (Best Fight)                                             | James Bond 007 – Casino Royale                 |
| Beste Kampfszene (Best Fight)                                             | Firewall                                       |
| Beste Kampfszene (Best Fight)                                             | Pirates of the Caribbean – Fluch der Karibik 2 |
| Beste Kampfszene (Best Fight)                                             | X-Men: Der letzte Widerstand                   |
| Beste Kampfszene (Best Fight)                                             | X-Men: Der letzte Widerstand                   |
| Bester Feuerstunt (Best Fire)                                             | Déjà Vu – Wettlauf gegen die Zeit              |
| Bester Feuerstunt (Best Fire)                                             | Letters from Iwo Jima                          |
| Bester Feuerstunt (Best Fire)                                             | Letters from Iwo Jima                          |
| Bester Feuerstunt (Best Fire)                                             | Nacho Libre                                    |
| Bester Feuerstunt (Best Fire)                                             | Running Scared                                 |
| Bester Stunt in der Höhe (Best High Work)                                 | James Bond 007 – Casino Royale                 |
| Bester Stunt in der Höhe (Best High Work)                                 | Departed – Unter Feinden                       |
| Bester Stunt in der Höhe (Best High Work)                                 | Mission: Impossible III                        |
| Bester Stunt in der Höhe (Best High Work)                                 | Pirates of the Caribbean – Fluch der Karibik 2 |
| Bester Stunt in der Höhe (Best High Work)                                 | Pirates of the Caribbean – Fluch der Karibik 2 |
| Bester Fahrzeugstunt (Best Work With A Vehicle)                           | James Bond 007 – Casino Royale                 |
| Bester Fahrzeugstunt (Best Work With A Vehicle)                           | Déjà Vu – Wettlauf gegen die Zeit              |
| Bester Fahrzeugstunt (Best Work With A Vehicle)                           | The Fast and the Furious: Tokyo Drift          |
| Bester Fahrzeugstunt (Best Work With A Vehicle)                           | The Fast and the Furious: Tokyo Drift          |
| Bester Fahrzeugstunt (Best Work With A Vehicle)                           | Ricky Bobby – König der Rennfahrer             |
| Bester Spezialstunt (Best Specialty Stunt)                                | S.H.I.T. – Die Highschool GmbH                 |
| Bester Spezialstunt (Best Specialty Stunt)                                | Crank                                          |
| Bester Spezialstunt (Best Specialty Stunt)                                | Jede Sekunde zählt – The Guardian              |
| Bester Spezialstunt (Best Specialty Stunt)                                | Liebe braucht keine Ferien                     |
| Bester Spezialstunt (Best Specialty Stunt)                                | Oh je, du fröhliche                            |
| Härtester Schlag (Hardest Hit)                                            | Nacho Libre                                    |
| Härtester Schlag (Hardest Hit)                                            | Nachts im Museum                               |
| Härtester Schlag (Hardest Hit)                                            | Poseidon                                       |
| Härtester Schlag (Hardest Hit)                                            | Rebell in Turnschuhen                          |
| Härtester Schlag (Hardest Hit)                                            | Ich, Du und der Andere                         |
| Bester Stunt einer Frau (Best Overall Stunt By A Stunt Woman)             | Der Teufel trägt Prada                         |
| Bester Stunt einer Frau (Best Overall Stunt By A Stunt Woman)             | Superman Returns                               |
| Bester Stunt einer Frau (Best Overall Stunt By A Stunt Woman)             | Ultraviolet                                    |
| Bester Stunt einer Frau (Best Overall Stunt By A Stunt Woman)             | Ultraviolet                                    |
| Bester Stunt einer Frau (Best Overall Stunt By A Stunt Woman)             | X-Men: Der letzte Widerstand                   |
| Bester Stuntkoordinator (Best Stunt Coordinator And/Or 2nd Unit Director) | James Bond 007 – Casino Royale                 |
| Bester Stuntkoordinator (Best Stunt Coordinator And/Or 2nd Unit Director) | Déjà Vu – Wettlauf gegen die Zeit              |
| Bester Stuntkoordinator (Best Stunt Coordinator And/Or 2nd Unit Director) | The Fast and the Furious: Tokyo Drift          |
| Bester Stuntkoordinator (Best Stunt Coordinator And/Or 2nd Unit Director) | Mission: Impossible III                        |
| Bester Stuntkoordinator (Best Stunt Coordinator And/Or 2nd Unit Director) | Pirates of the Caribbean – Fluch der Karibik 2 |
| Bester Stunt in einem ausländischen Film (Best Action In A Foreign Film)  | Alarm für Cobra 11 (Deutschland)               |
| Bester Stunt in einem ausländischen Film (Best Action In A Foreign Film)  | Children of Glory (Ungarn)                     |
| Bester Stunt in einem ausländischen Film (Best Action In A Foreign Film)  | Dhoom 2 – Back in Action (Indien)              |
| Bester Stunt in einem ausländischen Film (Best Action In A Foreign Film)  | Nomad – The Warrior (Kasachstan)               |
| Bester Stunt in einem ausländischen Film (Best Action In A Foreign Film)  | Torrente 3: El Protector (Argentinien)         |